# Isopropyl-n-propylether
Isopropyl-n-propylether ist eine chemische Verbindung aus der Gruppe der Ether. Die Verbindung liegt bei Raumtemperatur als Flüssigkeit vor.
Konstitutionsisomere sind Diisopropylether und Di-n-propylether.